# Domingos Alexandre Martins Costa
Domingos Alexandre Martins Costa (Guimarães, 6 settembre 1979) è un allenatore di calcio ed ex calciatore portoghese di ruolo centrocampista, attuale tecnico del Covilhã.

## Carriera

### Club
Durante la sua carriera ha giocato con numerose squadre di club, tra cui anche il Benfica.

### Nazionale
Conta 3 presenze con la Nazionale portoghese.

## Palmarès

### Club

#### Competizioni nazionali
- Segunda Liga: 1

Moreirense: 2001-2002
- Coppa del Portogallo: 1

Benfica: 2003-2004